# Мошкау, Альфред
Отто Карл Альфред Мошкау (нем. Otto Carl Alfred Moschkau; 24 января 1848, Лёбау; 27 мая 1912, Ойбин) — немецкий филателист и краевед.

## Биография

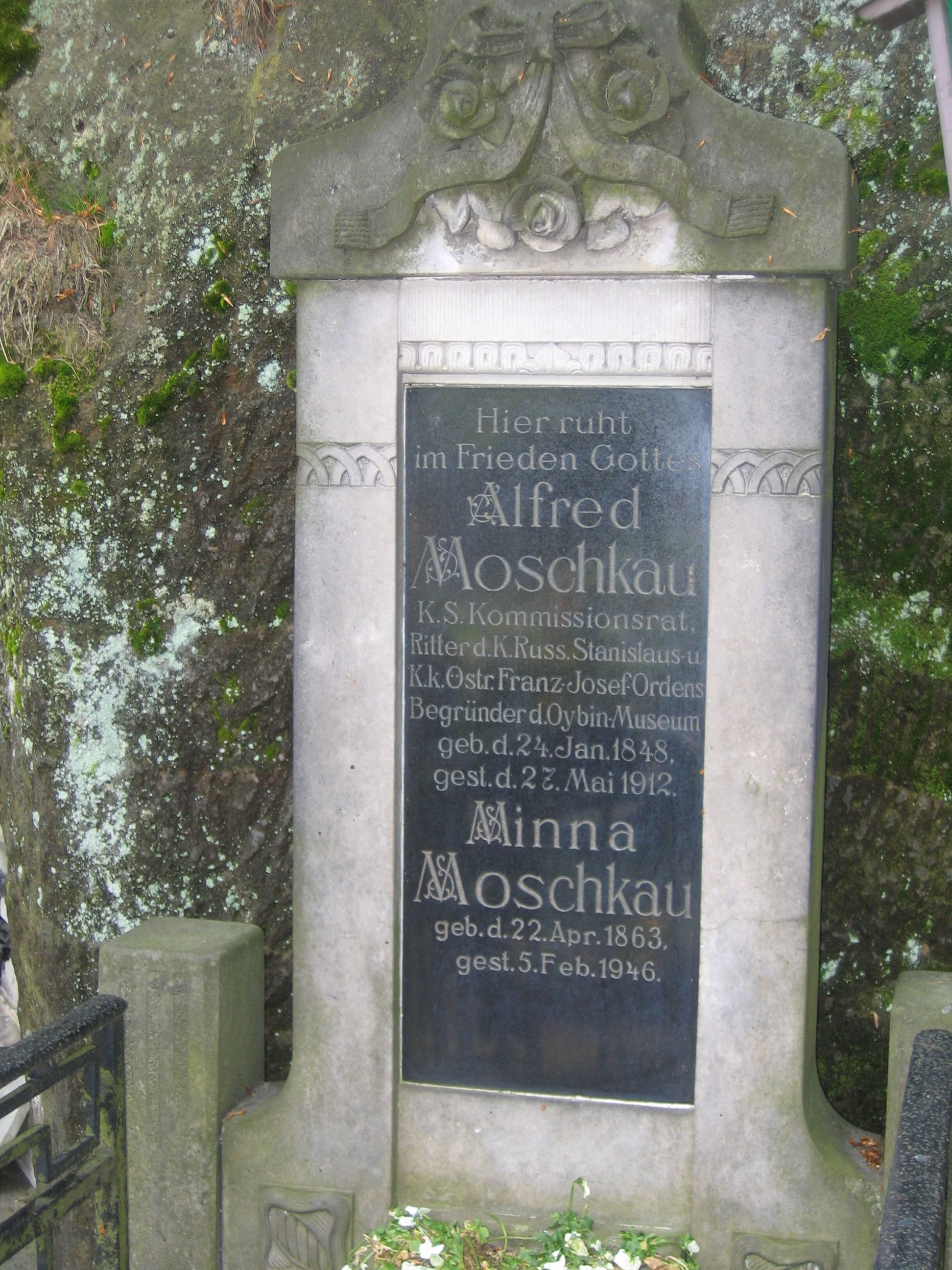
Надгробие на монастырском кладбище в Ойбине

Альфред Мошкау родился 24 января 1848 года в семье ветеринара. Он учился в школе в Лёбау, затем в коммерческой школе в Баутцене, а также в Дрезденской академии изящных искусств и Дрезденском политехническом институте.
В 1868 году Мошкау занялся коммерцией в Дрездене.
В 1871 году Альфред Мошкау переехал в Ойбин и посвятил себя писательскому делу.
В 1873 году он получил докторскую степень за границей.
В 1879 году он основал «Музей Ойбина» и поселился в замке Ойбина в 1883 году.
Мошкау умер в Ойбине 27 мая 1912 года и похоронен на кладбище монастыря Ойбина.

## Достижения
Мошкау был публицистом, поэтом, краеведом и представителем Саксонской комиссии по памятникам.
Альфред Мошкау является одним из основоположников научной филателии в Германии: ещё в 1876 году газета «Wiener Illustrirten Briefmarken-Zeitung» («Венская иллюстрированная филателистическая газета») Зигмунда Фридля опубликовала передовую статью о нём как о «лидере немецких филателистов». Как филателист, Мошкау действительно был очень влиятельной фигурой своего времени. Одно время у него имелась обширная коллекция почтовых марок, что помогло ему стать одним из первых филателистических экспертов в 1871 году. Он был одним из первых авторов в области филателии и редактором различных журналов, посвящённых филателистической тематике. Например, он редактировал печатные издания «Deutsche Briefmarken-Zeitung» («Немецкая филателистическая газета»), «Illustrierte Briefmarken-Journal» (« Иллюстрированный филателистический журнал») и свой собственный журнал «Briefmarkenzeitschrift» («Филателистический журнал»).
В 1879 году Альфред Мошкау основал в одноимённом замке музей Ойбина, которым сам и руководил. Также он основал горный клуб Ойбина. Он также способствовал развитию туризма и строительству узкоколейной железной дороги Циттау-Ойбин (Schmalspurbahn Zittau-Oybin).
Он собирал автографы Иоганна Вольфганга фон Гёте, Фридриха Шиллера и Томаса Кёрнера.

## Цитата
Aus Zittau’s blauen Bergen,

Vom Glockenfels Oybin,

Mag mit der Wolken Fluge

Ein Gruß hin zu Dir zieh’n.

## Награды
- Кавалер Императорского Российского Ордена Святого Станислава[5]
- Кавалер Императорского и Королевского Австрийского ордена Франца Иосифа[5]

## Некоторые произведения
- Führer durch die Städte Bautzen, Bischofswerda, Camenz, Löbau, Herrnhut, Görlitz, Lauban, Zittau und deren Umgebungen (Путеводитель по городам Баутцен, Бишофсверда, Каменц, Лёбау, Херрнхут, Гёрлиц, Лаубан, Циттау и их окрестностям). Дрезден, 1872. (цифровая копия)
- Löbau und dessen Umgebung — ein Führer durch diese alte Vierstadt, auf den Löbauer Berg, Cottmar, Rothstein, Sonneberg, Horken und in die Scala (Лёбау и его окрестности — путеводитель по этому старинному городу, включающему четыре города: Лёбауэр-Берг, Коттмар, Ротштайн, Зоннеберг, Хоркен и Скалу). Дрезден, 1872. (цифровая копия)
- Die von den Oberlausitzer Sechsstädten eroberten und zerstörten Raubburgen der Lausitz, Schlesiens und Böhmens historisch und topographisch beschrieben (Историко-топографическое описание разбойничьих замков Лужицы, Силезии и Богемии, завоёванных и разрушенных верхнелужицкими шестью городами). Циттау: самоиздание, 1873. (цифровая копия).
- Der Oybin bei Zittau. Seine Beschreibung, Geschichte und Sagen; nebst Führer durch Zittau, auf den Töpfer, Ameisenberg, Brandstein, Carlsfried und Weißbachthal, Pferdeberg, Hochwald, Nonnenklunzen, Lausche u.s.w. (Ойбин возле Циттау. Его описание, история и легенды; с путеводителем по Циттау, Тёпферу, Амейзенбергу, Брандштайну, Карлсфриду и Вайсбахталю, Пфердебергу, Хохвальду, Нонненклунцену, Лауше и т. д.). Циттау, 1875. (цифровая копия)
- Führer durch die Oberlausitz (Путеводитель по Верхней Лужице). Лейпциг: Verlag Louis Senf, 1877. (цифровая копия)
- Der Carolathurm auf dem Hochwalde bei Zittau (Каролатурм на Хохвальде недалеко от Циттау). Циттау, ок. 1879. (цифровая копия)
- Die Burg Oybin bei Zittau topographisch und historisch beschrieben (Топографическое и историческое описание замка Ойбин близ Циттау). Лейпциг: Senf, 1879. (цифровая копия)
- Führer zu den interessantesten Raubburgen der Oberlausitz und Böhmens (Путеводитель по самым интересным разбойничьим замкам Верхней Лужицы и Богемии). Циттау: Pahl, 1879. (цифровая копия)
- Goethe und Karl August auf dem Oybin bei Zittau vom 28. bis 29. September 1790 (Гёте и Карл Август в Ойбине близ Циттау с 28 по 29 сентября 1790 года). Лейпциг: Senf, 1879. (цифровая копия)
- Führer durch die Oberlausitz mit besonderer Berücksichtigung des Zittauer Gebirges (Oybin, Hochwald, Lausche, Isarkamm etc.) und des angrenzenden Böhmens (Путеводитель по Верхней Лужице с особым упором на горы Циттау (Ойбин, Хохвальд, Лауше, Изаркамм и т. д.) и прилегающую Богемию). Лейпциг, 1880. (цифровая копия)
- Moschkau, Alfred. Верхнелужицкие древности и их памятники. = Oberlausitzer Alterthümer und deren Fundstätten. — Zittau: in Commission der Buchhandlung von E. Oliva (L. Heynicke), 1880.
- Archiv für Topographie und Geschichte des Oybin und seiner Umgebung (Архив топографии и истории Ойбина и его окрестностей). Несколько томов. Ойбин, 1881 и позднее. (Цифровая копия)
- Der Oybin in vorhistorischer Zeit. Ein Beitrag zur Geschichte des Oybin und des Zittauer Gebirges (Ойбин в доисторические времена. Вклад в историю Ойбина и гор Циттау). Ойбин, 1882. (цифровая копия)
- Burg Tollenstein in Böhmen. Topographie und urkundliche Geschichte (Замок Толленштайн в Богемии. Топография и документальная история). Румбург, 1882. (цифровая копия)
- Oybin-Chronik. Urkundliche Geschichte von Burg, Cölestinerkloster und Dorf Oybin bei Zittau (Хроника Ойбина. Документальная история замка, монастыря Целестинцев и деревни Ойбин близ Циттау). Лейпа, 1884. (цифровая копия).
- Das Kirchlein am Oybin (Маленькая церковь в Ойбине). Циттау: Menzel, 1884. (цифровая копия)
- Zittau und seine Umgebung. ein Führer durch Zittau, seine nächste Umgebung, in das Zittauer Gebirge und das nördliche Böhmen etc. (Циттау и его окрестности. Путеводитель по Циттау, его окрестностям, Циттауским горам и Северной Богемии и т. д.). Циттау, 1893. (цифровая копия)

## Выставки
- 2012: «Ослепительный коллекционер из Ойбина: Альфред Мошкау (1848—1912)» (Der schillernde Sammler vom Oybin: Alfred Moschkau (1848—1912)), Муниципальные музеи Циттау
- 2012: «Пешек, Мошкау и Ойбин в XIX веке» (Peschek, Moschkau und der Oybin im 19. Jahrhundert), Краеведческий музей Острица